# نیکون دی۸۰۰
نیکون دی۸۰۰ (به انگلیسی: Nikon D800) یک دوربین عکاسی نیکون ساخت شرکت نیکون است.